# IXe législature du Parlement de Cantabrie
La IXe législature du Parlement de Cantabrie est un cycle parlementaire du Parlement de Cantabrie, d'une durée de quatre ans, ouvert le 18 juin 2015, à la suite des élections du 24 mai 2015, et clos le 2 avril 2019.

## Bureau du Parlement
| Poste                    | Titulaire                    | Parti | Parti   |
| ------------------------ | ---------------------------- | ----- | ------- |
| Présidente               | Lola Gorostiaga              |       | PSOE    |
| Première vice-président  | María Rosa Valdés Huidobro   |       | PRC     |
| Deuxième vice-présidente | María José Sáenz de Buruaga  |       | PP      |
| Premier secrétaire       | Alberto Bolado Donis         |       | Podemos |
| Premier secrétaire       | Matilde Ruiz (04/02/2019)    |       | PRC     |
| Second secrétaire        | Juan Ramón Carrancio Dulanto |       | Cs      |

## Groupes parlementaires
| Nom | Nom                 | Début | Fin | Porte-parole                 |
| --- | ------------------- | ----- | --- | ---------------------------- |
|     | Groupe populaire    | 13    | 13  | Eduardo Van den Eynde Ceruti |
|     | Groupe régionaliste | 12    | 12  | Pedro José Hernando García   |
|     | Groupe socialiste   | 5     | 5   | Silvia Abascal Diego         |
|     | Groupe Podemos      | 3     | 0   | Verónica Ordóñez López       |
|     | Groupe mixte        | 2     | 5   | Poste tournant               |

## Commissions parlementaires
| Commission                                                                                 | Président                         | Parti   | Parti |
| ------------------------------------------------------------------------------------------ | --------------------------------- | ------- | ----- |
| Commissions permanentes législatives                                                       |                                   |         |       |
| Commission de l'Économie, des Finances et de l'Emploi                                      | Luis Carlos Albalá Bolado         | PP      |       |
| Commission de l'Éducation, de la Culture et du Sport                                       | Silvia Abascal Diego              | PSOE    |       |
| Commission de l'Innovation, de l'Industrie, du Tourisme et du Commerce                     | José Miguel Fernández Viadero     | PRC     |       |
| Commission de la Ruralité, de la Pêche et de l'Alimentation                                | Juan Ramón Carrancio Dulanto      | Cs      |       |
| Commission des Chantiers publics et du Logement                                            | Luis Fernando Fernández Fernández | PRC     |       |
| Commission de la Présidence et de la Justice                                               | María Rosa Valdés Huidobro        | PRC     |       |
| Commission de la Santé                                                                     | Silvia Abascal Diego              | PSOE    |       |
| Commission des Universités, de la Recherche, de l'Environnement et de la Politique sociale | Verónica Ordóñez López            | Podemos |       |
| Commissions permanentes non-législatives                                                   |                                   |         |       |
| Commission du Règlement                                                                    | Lola Gorostiaga                   | PSOE    |       |
| Commission des Pétitions                                                                   | Lola Gorostiaga                   | PSOE    |       |
| Commission du Statut du député                                                             | Ignacio Diego                     | PP      |       |

## Gouvernement et opposition
Miguel Ángel Revilla signe un accord de coalition avec le PSOE et obtient l'abstention de Podemos. Il est ainsi investi président de Cantabrie pour un troisième mandat le 3 juillet 2015.

## Députés élus
Lors des élections de 2015, trente-cinq députés ont été élus.
| Parti      | Parti                                     | Député autonomique élu       |
| ---------- | ----------------------------------------- | ---------------------------- |
| PP         |                                           | Eduardo Van den Eynde Ceruti |
| PP         | Luis Carlos Albalá Bolado                 |                              |
| PP         | Ruth Beitia                               |                              |
| PP         | Ildefonso Calderón Ciriza                 |                              |
| PP         | Ignacio Diego                             |                              |
| PP         | José Manuel Igual Ortiz                   |                              |
| PP         | Cristina Mazas Pérez-Oleaga               |                              |
| PP         | Santiago Recio Esteban                    |                              |
| PP         | Francisco Javier Rodríguez Argüeso        |                              |
| PP         | María José Sáenz de Buruaga               |                              |
| PP         | Íñigo de la Serna                         |                              |
| PP         | María Mercedes Toribio Ruiz               |                              |
| PP         | María Isabel Urrutia de los Mozos         |                              |
| PRC        |                                           | Pedro José Hernando García   |
| PRC        | Rosa Carmen Díaz Fernández                |                              |
| PRC        | Luis Fernando Fernández Fernández         |                              |
| PRC        | José Miguel Fernández Viadero             |                              |
| PRC        | María Teresa Noceda Llano                 |                              |
| PRC        | Ana Obregón Abascal                       |                              |
| PRC        | Francisco Ortiz Uriarte                   |                              |
| PRC        | Miguel Ángel Revilla                      |                              |
| PRC        | María Matilde Ruiz García                 |                              |
| PRC        | Ángel Sainz Ruiz                          |                              |
| PRC        | Rafael de la Sierra González              |                              |
| PRC        | María Rosa Valdés Huidobro                |                              |
| PSOE       |                                           | Lola Gorostiaga              |
| PSOE       | Silvia Abascal Diego                      |                              |
| PSOE       | Víctor Casal Guillén                      |                              |
| PSOE       | Guillermo José del Corral Díez del Corral |                              |
| PSOE       | Rosa Eva Díaz Tezanos                     |                              |
| Podemos    |                                           | Verónica Ordóñez López       |
| Podemos    | José Ramón Blanco Gutiérrez               |                              |
| Podemos    | Alberto Bolado Donis                      |                              |
| Ciudadanos |                                           | Rubén Gómez González         |
| Ciudadanos | Juan Ramón Carrancio Dulanto              |                              |

## Désignations

### Sénateurs autonomiques
Lors de la session plénière du 15 juillet 2015, le Parlement de Cantabrie a désigné un sénateur qui représente la communauté autonome au Sénat espagnol.
- Guillermo José del Corral Díez du PSOE